# ごごプレミアム
『ごごプレミアム』とは仙台放送にて2008年6月30日から12月12日まで平日午後の再放送枠。
通称『ごごプレ』。

## 概要
仙台放送の夕方ワイド番組『情報ライブMovin'』が視聴率の不振により2008年6月27日を以て終了したため、新たに14・15時台枠に再放送枠を設置した。本番組では、テレビ東京で放送された特番や『金曜エンタテイメント』から『金曜プレステージ』で放送されたドラマやバラエティやドキュメンタリーの再放送を放映された。

## 放送時間
- 2008年6月30日〜12月12日 月〜金曜14:05 - 15:53（JST）

| 仙台放送 平日14・15時台枠 | 仙台放送 平日14・15時台枠 | 仙台放送 平日14・15時台枠 |
| 前番組                    | 番組名                    | 次番組                    |
| ------------------------- | ------------------------- | ------------------------- |
| ごごドラ                  | ごごプレミアム            | ごごドラ                  |